# Lavalle (Corrientes)
Lavalle ist die Hauptstadt des gleichnamigen Departamento Lavalle in der Provinz Corrientes im Nordosten Argentiniens. Sie liegt am Ufer des Río Paraná, zwischen den Städten Goya und Santa Lucía. In der Klassifizierung der Gemeinden in der Provinz Corrientes zählt der Ort zur 3. Kategorie.
Im Ort befindet sich das Dominikanerinnen-Kloster San Alberto.

## Weblinks

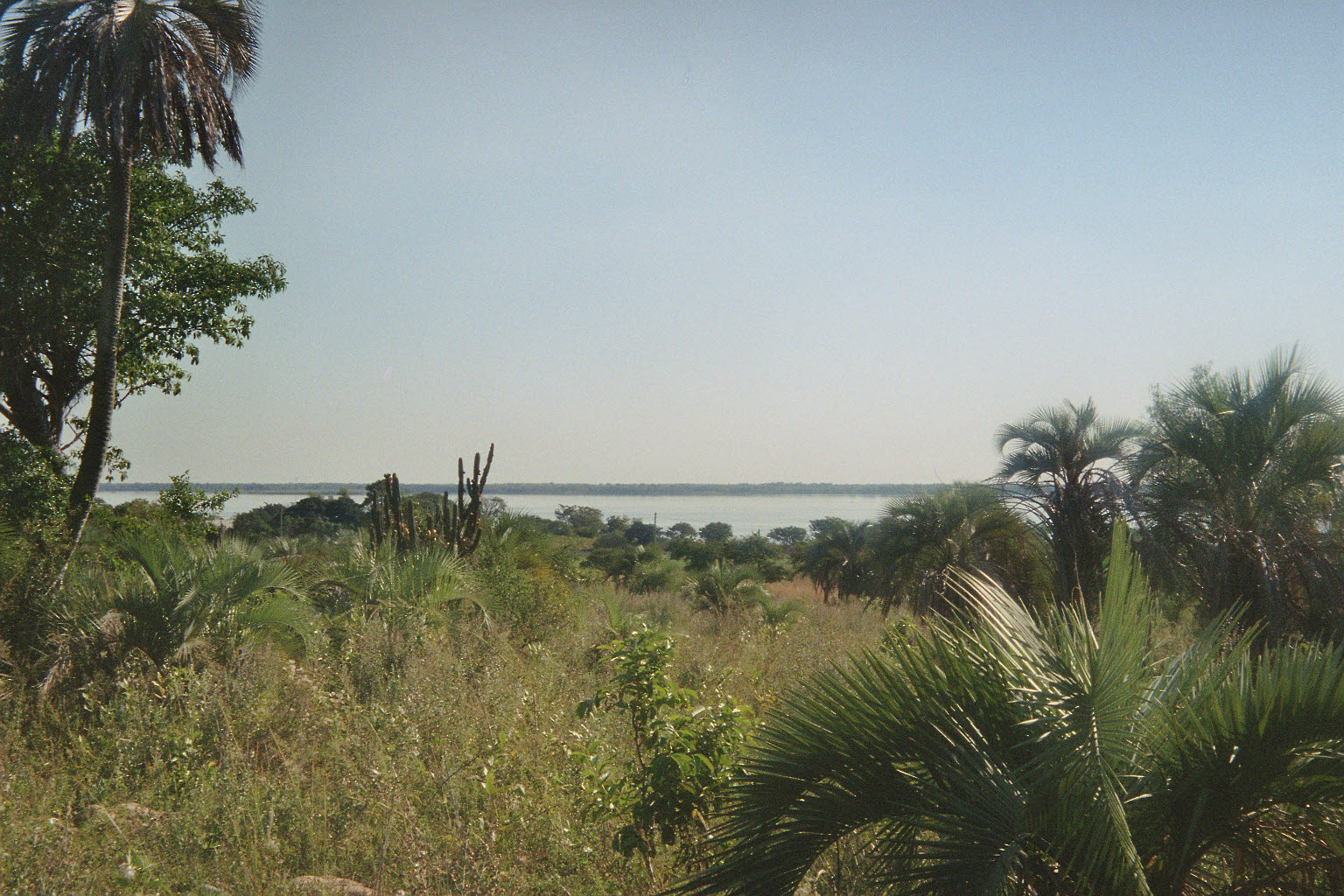
Der Río Paraná bei Lavalle